# Christian Giesler
Christian "Speesy" Giesler (4 de julho de 1970) é o baixista da banda Kreator desde 1994. Seu primeiro trabalho foi no disco Cause for Conflict, substituindo Roberto Fioretti, que gravou todos os discos até então. Diferente de Fioretti, que usava palheta nas gravações do Kreator, Giesler toca usando apenas os dedos (fingerstyle).
Ele originalmente usava um baixo Jackson Randy Rhoads customizado,mas atualmente é endorsado pelo Mensinger com seu próprio modelo de assinatura.

## Discografia
com Kreator
- Cause for Conflict (1995)
- Outcast (1997)
- Endorama (1999)
- Violent Revolution (2001)
- Enemy of God (2005)
- Hordes of Chaos (2009)
- Phantom Antichrist (2012)
- Gods of Violence (2017)